# Секунд-поручик
Секунд-пору́чик — молодше (обер-) офіцерське військове звання (чин) в артилерії Російської імперії в XVIII столітті (1703—1796).
Відносився до XIII класу за Табелі про ранги. Відповідав чину підпоручника у піхоті.
Приставка «секунд» (від лат. secundus — другий) до іншого слова означає «другий» чи «підлеглий». Тобто секунд — поручник, це «другий поручник».

## Історія
Обер-офіцерський артилерійський чин (звання) в російській імперській армії, введений в Московії царем Петром Олексійовичем в 1703 р.
У 1722 році увійшов до Табеля про ранги Російської імперії. Відносився до XIII класу в артилерії. Артилерійський секунд-поручник, відповідав піхотному підпоручнику та цивільному чину кабінетського реєстратора.
Чин було замінено на піхотний аналог.